# Martin Ponsiluoma
Karl Martin Ponsiluoma (ur. 8 września 1995 w Östersund) – szwedzki biathlonista, wicemistrz olimpijski oraz wielokrotny medalista mistrzostw świata.

## Kariera
Po raz pierwszy na arenie międzynarodowej pojawił się w 2014 roku, kiedy wystąpił na mistrzostwach świata juniorów w Presque Isle. Był tam między innymi ósmy w sprincie. Zajął też siódme miejsce w sztafecie podczas rozgrywanych rok później mistrzostw świata juniorów w Mińsku.
W Pucharze Świata zadebiutował 5 stycznia 2017 roku w Oberhofie, zajmując 86. miejsce w sprincie. Pierwsze pucharowe punkty zdobył 5 marca 2018 roku w Kontiolahti, gdzie w tej samej konkurencji zajął 37. miejsce. Na podium zawodów tego cyklu po raz pierwszy stanął 20 grudnia 2018 roku w Novym Měscie, kończąc rywalizację w sprincie na trzeciej pozycji. Wyprzedzili go tam jedynie Johannes Thingnes Bø z Norwegii i Rosjanin Aleksandr Łoginow.
W 2018 roku wystąpił na igrzyskach olimpijskich w Pjongczangu, gdzie zajął 38. miejsce w biegu indywidualnym. Na rozgrywanych trzy lata później mistrzostwach świata w Pokljuce zdobył trzy medale. Najpierw wspólnie z Sebastianem Samuelssonem, Linn Persson i Hanną Öberg zajął trzecie miejsce w sztafecie mieszanej. Dwa dni później zwyciężył w sprincie, wyprzedzając dwóch Francuzów: Simona Desthieux i Émiliena Jacquelina. Był to pierwszy w historii złoty medal dla Szwecji w tej konkurencji. Ponadto razem z Samuelssonem, Peppe Femlingiem i Jesperem Nelinem zdobył srebro w sztafecie.
Jego ojciec, Jyrki Ponsiluoma, reprezentował Szwecję w biegach narciarskich.

## Osiągnięcia

### Igrzyska olimpijskie
| Rok  | Miejscowość | Konkurencje | Konkurencje | Konkurencje | Konkurencje | Konkurencje | Konkurencje | Konkurencje |
| Rok  | Miejscowość | IN          | SP          | PU          | MS          | RL          | MR          | SR          |
| ---- | ----------- | ----------- | ----------- | ----------- | ----------- | ----------- | ----------- | ----------- |
| 2018 | Pjongczang  | 38.         | –           | –           | –           | –           | –           | nd.         |
| 2022 | Pekin       | 12.         | 6.          | 11.         | 2.          | 5.          | 4.          | nd.         |

### Mistrzostwa świata
| Rok  | Miejscowość | Konkurencje | Konkurencje | Konkurencje | Konkurencje | Konkurencje | Konkurencje | Konkurencje |
| Rok  | Miejscowość | IN          | SP          | PU          | MS          | RL          | MR          | SR          |
| ---- | ----------- | ----------- | ----------- | ----------- | ----------- | ----------- | ----------- | ----------- |
| 2019 | Östersund   | 47.         | –           | –           | –           | 7.          | –           | –           |
| 2020 | Anterselva  | 29.         | 27.         | 23.         | 29.         | 10.         | –           | –           |
| 2021 | Pokljuka    | 35.         | 1.          | 13.         | 19.         | 2.          | 3.          | –           |
| 2023 | Oberhof     | 11.         | 18.         | 18.         | 2.          | 3.          | 9.          | –           |
| 2024 | Nové Město  | 39.         | 10.         | 7.          | 13.         | 1.          | 3.          | –           |
| 2025 | Lenzerheide | 19.         | 27.         | 9.          | 5.          | 4.          | 5.          | –           |

### Mistrzostwa świata juniorów
| Rok  | Miejscowość      | Konkurencje | Konkurencje | Konkurencje | Konkurencje | Konkurencje | Konkurencje | Konkurencje |
| Rok  | Miejscowość      | IN          | SP          | PU          | MS          | RL          | MR          | SR          |
| ---- | ---------------- | ----------- | ----------- | ----------- | ----------- | ----------- | ----------- | ----------- |
| 2014 | Presque Isle     | 14.         | 8.          | 14.         | nd.         | nd.         | nd.         | nd.         |
| 2015 | Mińsk            | 41.         | 29.         | 41.         | nd.         | 7.          | nd.         | nd.         |
| 2016 | Cheile Grădiştei | 69.         | 23.         | 30.         | nd.         | 11.         | nd.         | nd.         |

### Puchar Świata

#### Miejsca w klasyfikacji generalnej
| Sezon     | Miejsce |
| --------- | ------- |
| 2016/2017 | -       |
| 2017/2018 | 96.     |
| 2018/2019 | 38.     |
| 2019/2020 | 33.     |
| 2020/2021 | 10.     |
| 2021/2022 | 22.     |
| 2022/2023 | 5.      |
| 2023/2024 | 10.     |
| 2024/2025 | 15.     |

#### Miejsca na podium chronologicznie
| Lp. | Dzień        | Rok  | Miejscowość   | Konkurencja                | Lokata | Pudła   | Czas biegu | Strata  | Zwycięzca            |
| --- | ------------ | ---- | ------------- | -------------------------- | ------ | ------- | ---------- | ------- | -------------------- |
| 1.  | 20 grudnia   | 2018 | Nové Město    | Sprint na 10 km            | 3.     | 0+0     | 23:09,9    | +54,2   | Johannes Thingnes Bø |
| 2.  | 29 listopada | 2020 | Kontiolahti   | Sprint na 10 km            | 3.     | 1+0     | 23:53,0    | +47,9   | Johannes Thingnes Bø |
| 3.  | 20 grudnia   | 2020 | Hochfilzen    | Bieg masowy na 15 km       | 2.     | 1+0+0+0 | 35:53,3    | +1,3    | Arnd Peiffer         |
| 4.  | 12 lutego    | 2021 | Pokljuka      | Sprint na 10 km            | 1.     | 0+0     | 24:41,1    | –       | –                    |
| 5.  | 10 grudnia   | 2021 | Hochfilzen    | Sprint na 10 km            | 2.     | 1+0     | 26:05,0    | +14,3   | Johannes Kühn        |
| 6.  | 29 listopada | 2022 | Kontiolahti   | Bieg indywidualny na 20 km | 1.     | 0+1+0+0 | 49:36,5    | –       | –                    |
| 7.  | 20 stycznia  | 2023 | Rasen-Antholz | Sprint na 10 km            | 2.     | 1+0     | 22:44,1    | +31,4   | Johannes Thingnes Bø |
| 8.  | 21 stycznia  | 2023 | Rasen-Antholz | Bieg pościgowy na 12,5 km  | 3.     | 1+1+0+0 | 31:24,4    | +1:02,1 | Johannes Thingnes Bø |
| 9.  | 19 lutego    | 2023 | Oberhof       | Bieg masowy na 15 km       | 2.     | 0+1+1+0 | 36:42,8    | +9,6    | Sebastian Samuelsson |
| 10. | 4 marca      | 2023 | Nové Město    | Bieg pościgowy na 12,5 km  | 3.     | 0+3+1+1 | 31:25,1    | +1:10,0 | Johannes Thingnes Bø |
| 11. | 16 marca     | 2023 | Oslo          | Sprint na 10 km            | 2.     | 0+0     | 25:13,0    | +23,9   | Johannes Thingnes Bø |
| 12. | 13 marca     | 2025 | Pokljuka      | Bieg indywidualny na 20 km | 3.     | 0+1+0+1 | 40:52,6    | +44,3   | Jakov Fak            |